# Iméréthie
L'Iméréthie, ou parfois Imérétie (géorgien : იმერეთი, iméréti phonétiquement), est aujourd'hui une région administrative de la Géorgie moderne. Elle a été une province historique qui fut le siège d'un royaume indépendant. La région couvre le centre de l'ancien royaume homonyme. Sa capitale est Koutaïssi.
Elle a été amputée d'une partie de sa superficie par la sécession de l’Ossétie du Sud qui, pour la Géorgie et la grande majorité des pays de l'ONU, est une région autonome faisant partiellement partie de l'Iméréthie.

## Géographie
Elle est entourée à l’ouest de la Gourie et de la Mingrélie-Haute Svanétie, au nord de la Ratcha-Letchkhoumie et Basse Svanétie, à l’est de la Kartlie intérieure, et au sud de la Samtskhé-Djavakhétie. La région est traversée par le fleuve Rioni qui se jette dans la mer Noire

## Histoire
L'Iméréthie historique comprenait – dans sa plus grande extension – l'Ouest du pays, soit les régions administratives actuelles suivantes : Iméréthie, Abkhazie, Gourie, Adjarie, Mingrélie-Haute Svanétie et Ratcha-Letchkhoumie et Basse Svanétie (duché de Ratcha et Basse Svanétie). L'origine de l'Iméréthie est liée au royaume antique de Colchide. Elle fut ensuite incluse dans le royaume d'Abkhazie lorsqu'à la fin du VIIIe siècle, Levan ou Léon Ier fut nommé par l'Empire byzantin duc ou vice-roi héréditaire d'Egris. Son neveu et successeur Léon II d'Abkhazie se proclama indépendant et donna à son royaume le nom d'Abkhazie. En 985, le Bagratide Bagrat III de Géorgie devint, en sa qualité de plus proche héritier, roi d'Abkhazie, laquelle fut incluse dans le royaume unitaire de Géorgie. Le monastère de Guélati, construit par David le Reconstructeur en 1106 fut l'une des deux plus importantes académies de Géorgie au Moyen Âge.

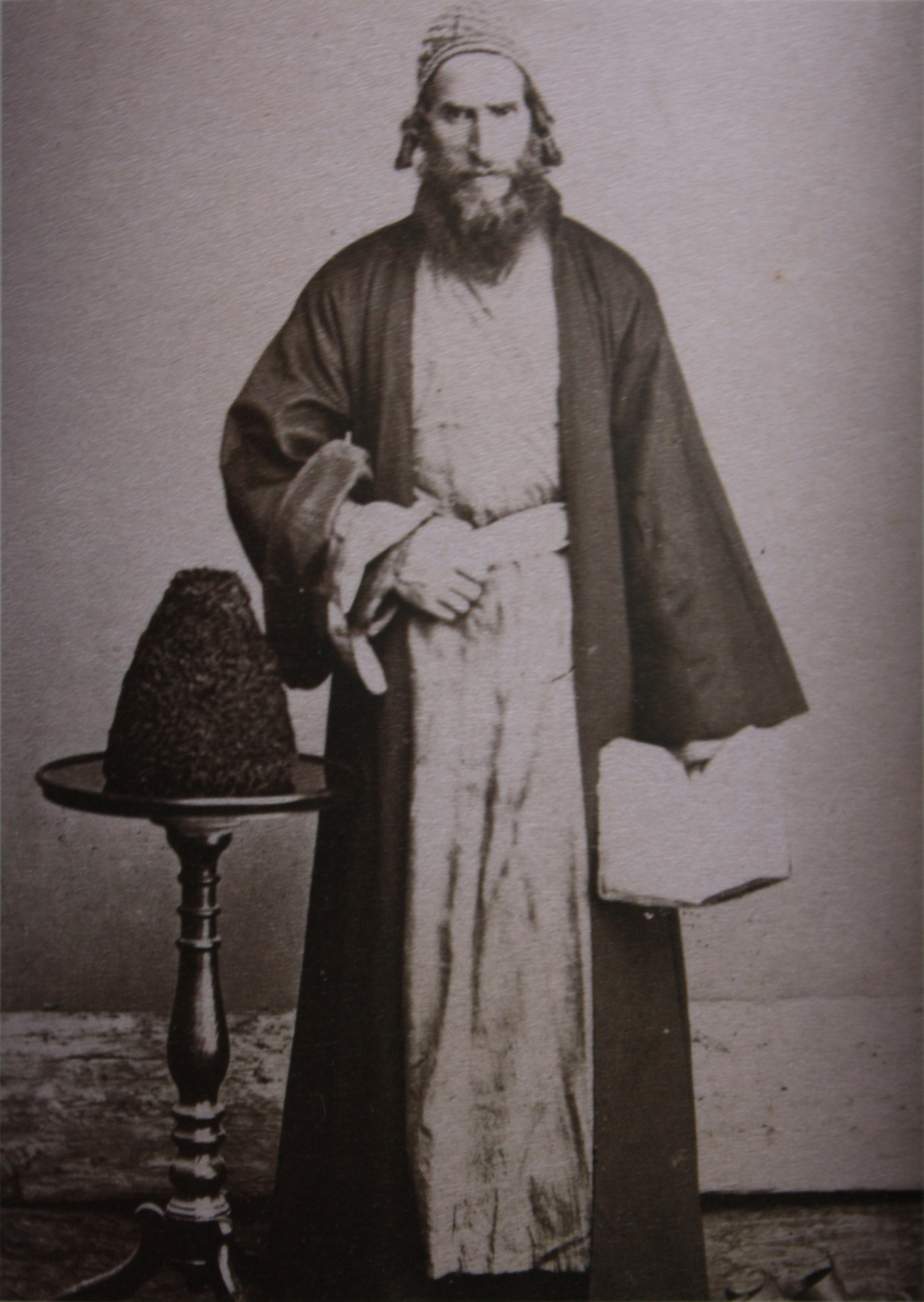
Rabbin d'Iméréthie, par D. Yérmakov (entre 1845 et 1916)

L'Iméréthie, province occidentale de la Géorgie, était le centre du royaume avant la reconquête de Tbilissi en 1122 par David IV de Géorgie. Elle servit ensuite de refuge à la famille royale qui s'installa à Koutaïssi pendant l'invasion des Mongols. Elle constitua en 1258 au profit de David VI Narin un royaume indépendant qui fut transformé en « duché de Choparan » et rattaché à la Géorgie de 1330 à 1387. Lors de la partition définitive du royaume uni de Géorgie en 1490, une branche de la dynastie des Bagratides se déclara indépendante en Iméréthie, qui revint à Alexandre II d'Iméréthie, fils de Bagrat VI de Géorgie. Plusieurs principautés se détachèrent ensuite de l'Iméréthie : la Mingrélie et la Gourie vers 1491, l'Abkhazie vers 1665 et enfin la Svanétie vers 1750.
Le royaume d'Iméréthie, comme toute la Géorgie occidentale, se trouva dans la zone d'influence ottomane lors de la répartition du pays entre les deux puissances musulmanes voisines au traité d'Amasya en 1555. L'Iméréthie connut alors une grande instabilité liée aux interventions des Ottomans, aux ambitions de la noblesse locale et de ses voisins.
Elle devint finalement un protectorat russe en 1804, avant d'être annexée à l'Empire russe en 1810/1811 sous le nom d'oblast d'Iméréthie.

## Démographie

### Évolution de la population (2011 à 2016)

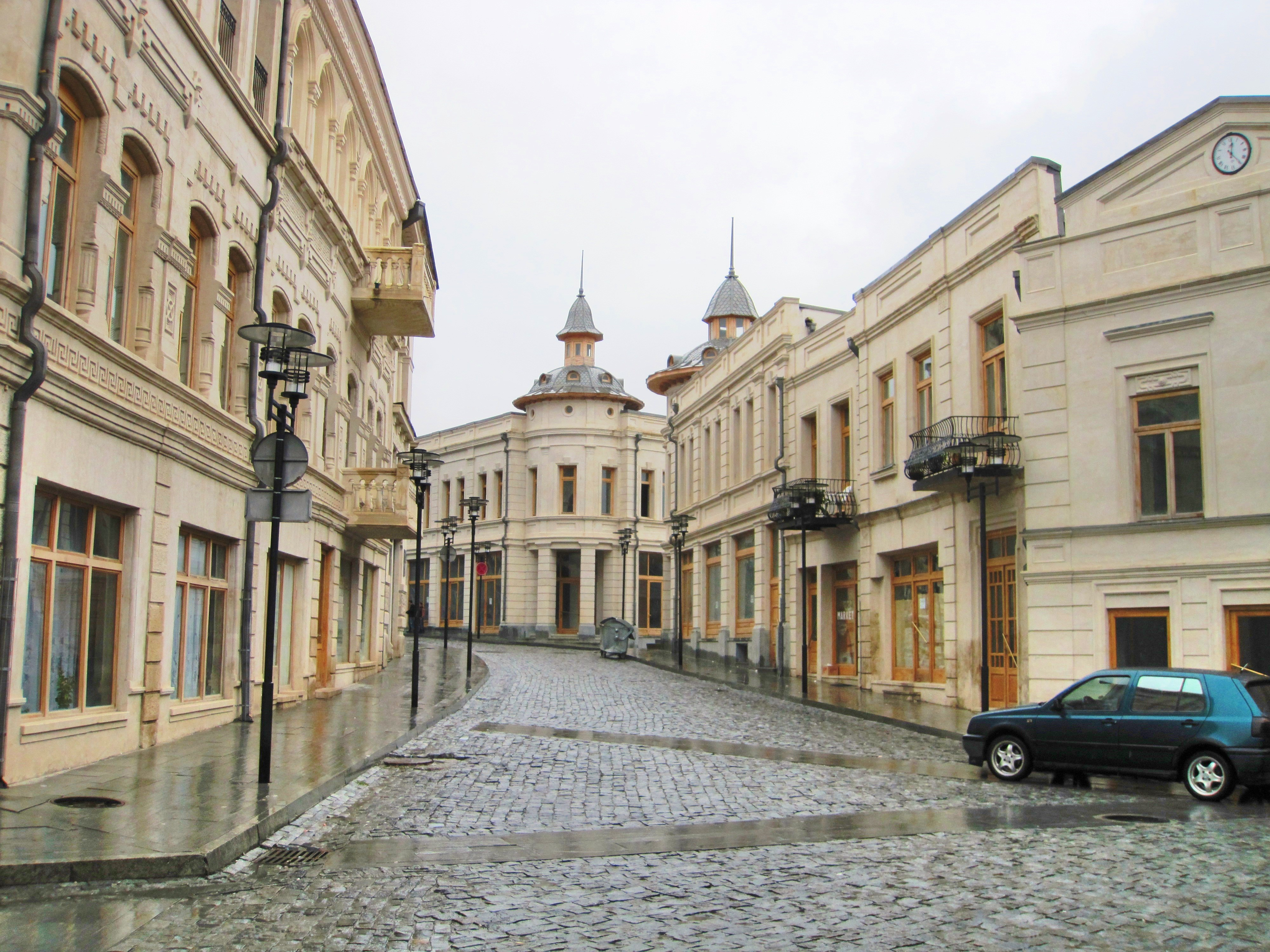
Koutaïssi

Du 1er janvier 2011 au 1er janvier 2016, la population a diminué de 170 000 personnes. Si les surestimations administratives en sont une cause, la sous-estimation du phénomène de migration en est une autre : les mouvements de population des campagnes vers les villes (essentiellement Koutaïssi et Tbilissi) et des villes vers l'étranger se poursuivent.
| Année | Urbaine | Rurale  | Totale  |
| 2011  | 335 600 | 368 900 | 704 500 |
| 2012  | 338 300 | 369 200 | 707 500 |
| 2013  | 337 400 | 366 500 | 703 900 |
| 2014  | 336 400 | 366 900 | 703 300 |
| 2015  | 258 500 | 275 100 | 533 600 |
| 2016  | 258 500 | 274 400 | 532 900 |

### Répartition des groupes ethniques (2014)
Les Géorgiens sont majoritaires, des minorités subsistent.
| Groupe ethnique | Population | Population |
| --------------- | ---------- | ---------- |
| Géorgiens       | 530 288    | 99,32 %    |
| Russes          | 1 384      | 0,26 %     |
| Arméniens       | 709        | 0,13 %     |
| Ukrainiens      | 398        | 0,07 %     |
| Ossètes         | 143        | 0,03 %     |
| Autres          | 984        | 0,18 %     |
| Total           | 533 906    | 100 %      |

## Subdivisions administratives

Districts de la région (en géorgien)

La région est composée d'une ville autonome, Koutaïssi, et de 11 districts
- Baghdati
- Kharagaouli
- Khoni
- Satchkhere, en partie annexée par l'Ossétie du Sud[5],[Note 4]
- Samtredia
- Tchiatoura
- Terdjola
- Tkibouli
- Tskhaltubo
- Vani
- Zestaponi.

## Transport
- L'aéroport international de Koutaïssi assure des vols -low-cost- vers l'Europe de l'Est (Pays baltes, Ukraine, Hongrie) et la Russie.

## Tourisme

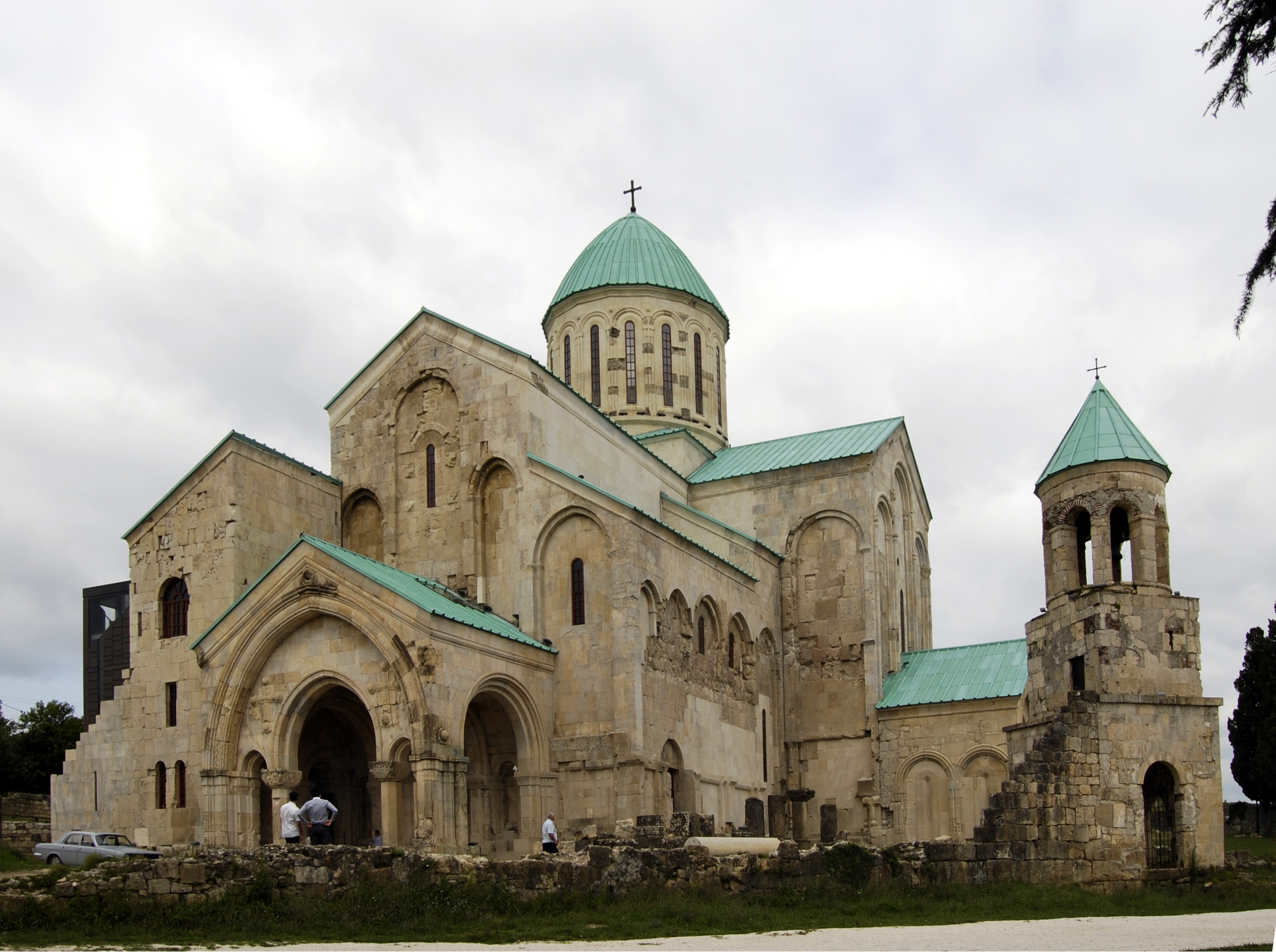
Cathédrale de Bagrati

La région offre de multiples centres d'intérêt comme
- Haute-Iréméthie, vallée de la Dziroula,
  - Oubissa, monastère Saint-Georges,
  - Zestaphoni, désindustrialisée,
  - Tchiatoura, ville minière (manganèse) désindustrialisée,
- Koutaïssi, avec petit aéroport, église Saint-Georges, église anciennement catholique Sainte-Marie, ancien quartier juif, musée d'histoire et d'ethnologie, Pavillon d'Or, Panthéon,
  - cathédrale de la Dormition de la Vierge, à Bagrati du XIe siècle, retirée de la liste Unesco,
  - monastère de Motsaméta,
  - monastère de Guélati du XIIe siècle,
  - monastère de Martvili,
  - ruines du palais royal de Guégouti
  - ancienne station thermale de Tskaltoubo
  - site archéologique de Vani, métropole antique, musée archéologique,
  - ancienne station thermale de Soulori, vallée du Rioni, maison-musée de Galaktion Tabidzé,
  - le piton de Katskhi, abritant un monastère du IXe siècle à plus de 40 mètres de hauteur[6].

## Politique
Le Parlement de la République de Géorgie a été transféré de Tbilissi à Koutaïssi dans un nouveau bâtiment à architecture moderne : sa séance inaugurale s'est tenue le 21 octobre 2013.